# Stephen Keshi
Stephen Okechukwu Keshi, född 23 januari 1962 i Azare i Bauchi, död 7 juni 2016 i Benin City, var en nigeriansk fotbollstränare och spelare. Han var tillsammans med Egyptens Mahmoud El-Gohary den enda som vunnit Afrikanska mästerskapet både som spelare och tränare.

## Spelarkarriär
Stephen Keshi kom till belgiska Lokeren 1986 efter att tidigare spelat för Africa Sports. Efter en säsong värvades han av Anderlecht, där han under sin sista säsong i klubben vann Jupiler League. Han spelade efter det i bland annat Strasbourg under två säsonger.
För det nigerianska landslaget gjorde Keshi 68 landskamper (9 mål), och var med om att vinna Afrikanska mästerskapet 1994.

## Tränarkarriär
Keshis första tränarjobb var med Togo som han lyckades ta till landets första VM-slutspel någonsin. Han blev dock ersatt av tysken Otto Pfister innan mästerskapet började, efter en dålig prestation i Afrikanska mästerskapet 2006.
Under världsmästerskapet så hotade spelarna i Togo med strejk då de inte kunde komma överens om lönen för att delta i mästerskapet. Pfister fick lämna jobbet och Togo var utan förbundskapten tills de återinsatte Keshi i februari 2007.
I april 2008 skrev han på som förbundskapten i Malis landslag. Keshi fick sparken i januari 2010 efter att Mali misslyckats med att gå vidare från gruppspelet i Afrikanska mästerskapet.
Efter ännu en kort sejour i Togo så blev Keshi ny förbundskapten för hemlandet Nigeria 2011. Där förde han Nigeria till Afrikanska mästerskapet 2013, som Nigeria kunde vinna efter 1-0 mot Burkina Faso i finalen. Keshi hade även hand om laget i FIFA Confederations Cup 2013, där man åkte ut i gruppspelet efter 6-1 mot Tahiti, 1-2 mot Uruguay och en 0-3-förlust mot världsmästarna Spanien.
I november 2013 förde han Nigeria till VM 2014 efter att ha besegrat Etiopien med totalt 4-1 i playoff. Då blev han den första tränaren som kvalificerat två olika afrikanska lag till ett VM-slutspel. I VM 2014 gick Nigeria vidare som grupptvåa efter Argentina, men åkte ut i åttondelsfinalen mot Frankrike. I juli 2015 lämnade han Nigeria, då hans kontrakt inte förnyades.

## Meriter

### Som spelare
Africa Sports
- Ivorianska Premier League: 1986
- Ivorianska cupen: 1986

Anderlecht
- Jupiler League: 1991
- Belgiska cupen: 1988, 1989

Nigeria
- Afrikanska mästerskapet
  - Guld: 1994
  - Brons: 1992

### Som tränare
Nigeria
- Afrikanska mästerskapet
  - Guld: 2013
  - Brons: 2014